# 陈尧光 (学者)
陈尧光（1927年1月—），上海人，中国学者，中国社会科学院文献信息中心原研究员，中央文史研究馆馆员，第八届全国政协委员。